# Cozzo Pietra Rossa
Cozzo Pietra Rossa è un sito archeologico del comune di Raffadali, in provincia di Agrigento.

## Sito archeologico
È presente una necropoli con tombe a grotticella risalenti all'inizio dell'età del bronzo, parzialmente ampliate e riutilizzate in epoca bizantina e romana.